# Viamão
Viamão é um município brasileiro do estado do Rio Grande do Sul, do qual é o sétimo mais populoso, com população estimada de 224 112 habitantes em 2022. É o maior município em extensão territorial da Região Metropolitana de Porto Alegre.

## Etimologia
A origem do nome Viamão é controversa. A versão mais comum é de que a partir dos morros da região e do topo da igreja matriz, é possível se avistar o lago Guaíba e seus cinco rios afluentes: Jacuí, Caí, Gravataí, Taquari e dos Sinos, que formam uma mão aberta. Daí a frase: “Vi a mão”. Já a versão mais provável, seria originária do nome “ibiamon”, que significa “terras de ibias” (pássaros). Outros afirmam que seria uma passagem entre montes, o que chamavam de via-monte. E existe ainda o relato de que teria como origem o antigo nome da província de Guimarães, em Portugal: Viamara.

## História

### Ocupação inicial
Os chamados Campos de Viamão estiveram entre as primeiras áreas do atual estado do Rio Grande do Sul a ser ocupadas pelos colonos, a partir da década de 1730. Essa grande área correspondia às terras ao sul do rio Mampituba, tendo ao leste o oceano Atlântico e a oeste e a sul a baliza fluvial do Guaíba e da laguna dos Patos.

Essa ocupação inicial foi feita por criadores de gado vindo do norte, principalmente a partir da vila de Laguna. Devido à farta presença do gado vacuno trazido pelos jesuítas em 1680 às Missões, que já se havia espalhado pelo Continente de São Pedro, vários colonizadores se fixaram nas terras propícias à pecuária e ao plantio.
A região, antes desabitada, já era uma zona de passagem entre Laguna e a Colônia do Sacramento (atual cidade de Colônia no Uruguai). Inicialmente, os criadores de gado iam e vinham, aproveitando-se das amplas áreas de pastagem; em meados dos anos 1730, um grande contingente de lagunenses migrou com suas famílias para a região.
Da importância econômica da região, por ser sede das primeiras estâncias de criação de gado, originou-se o comércio e transporte da carne de gado (charque) e couro para Laguna e São Paulo. As três rotas comerciais da época iniciavam-se onde é hoje o município de Viamão, conhecida como o caminho do Viamão. A principal delas, a Estrada Real, saía dali e passava por Vacaria, Lages, Curitibanos, Papanduva, Rio Negro, Campo do Tenente, Lapa, Palmeira, Ponta Grossa, Castro, Piraí do Sul, Jaguariaíva, Itararé, chegando a Sorocaba. Outra rota era através do litoral até Laguna.
Entre os primeiros habitantes importantes, podemos citar a vinda, em 1725, de Cosme da Silveira, filho de António Silveira de Ávila, natural do Conselho da Calheta, ilha de São Jorge, Açores, Portugal, Capitão-mor da referida localidade da Calheta, na ilha de São Jorge, integrou a frota de João Magalhães, nomeado capitão pelo seu sogro Francisco de Brito Peixoto. Outro marco foi a chegada, em 1741, de Francisco Carvalho da Cunha, no sítio Estância Grande, onde foi erguida a capela da Nossa Senhora da Conceição.

### Freguesia
Em 1747 foi então criada a Freguesia de Nossa Senhora da Conceição de Viamão, desmembrada da Freguesia de Laguna. Nos primeiros quatro anos de sua fundação, a freguesia teve um salto em sua população, de 282 para cerca de 800 habitantes. Razões para o interesse inicial pela freguesia incluem a migração dos criadores de gado de Laguna para uma extensão maior de terras, a integração da criação de gado na região com o mercado consumidor do sudeste brasileiro, e a fundação da vila de Rio Grande em 1737 (que passou a ser o ponto de referência para a população da nova freguesia).
A partir dos anos 1750 (após o tratado de Madrid), a população cresce ainda mais com a imigração dos açorianos, parte da política da metrópole de ocupação das terras em zona de disputa. Como referência, pode-se constatar que o número de batizados na freguesia triplicou entre 1751 e 1754.
De acordo com o Rol de Confessados de Viamão de 1751, 43% da população da freguesia era de escravos de origem africana - proporção compatível com áreas de plantations ou de mineração, mas bastante incomum para uma área voltada ao mercado interno. Os cativos indígenas, por outro lado, eram apenas 3% da população.
Um segundo impacto populacional na freguesia, após a vinda dos açorianos, se deu pela imigração dos guaranis. Durante o esforço de demarcação de fronteiras do Tratado de Madrid, após a guerra guaranítica de 1753-56, Gomes Freire de Andrade convenceu cerca de 700 famílias guaranis (cerca de 3000 pessoas) a virem para o lado português. Uma parte dessas famílias ficou próxima ao quartel de Rio Pardo, dando origem à Aldeia de São Nicolau, enquanto a maior parte (cerca de 2500 pessoas) veio a Viamão, estabelecendo-se em região vizinha ao Rio Gravataí, dando origem à Aldeia dos Anjos.
Em sua vasta extensão territorial, metade da população se concentrava em três localidades: o Arraial (centro), o Morro Santana (onde morava, por exemplo, Jerônimo de Ornelas) e a Guarda de Viamão (futura Santo Antônio da Patrulha). Nas décadas seguintes, da freguesia de Viamão desdobraram-se outras freguesias importantes, como Triunfo (1756), Santo Antônio da Patrulha (1763) e Porto Alegre (1772), entre outras.

### Capital Provincial
Em março de 1763, Pedro de Cevallos, então governador de Buenos Aires, invade a Vila de Rio Grande, capital da província e seu único porto marítimo. Com isso, a freguesia de Viamão é tomada por um grande contingente de refugiados (talvez 2/3 das 500 famílias fugidas da vila). Viamão torna-se então a sede do governo da capitania, assim permanecendo até 1773. O governador José Custódio de Sá e Faria fez, então, o projeto de uma nova igreja, já que a primeira capela, de 1747, estava pequena. Mais do que isso, a nova construção poderia servir, também de forte, atuando como proteção para a nova capital.
Na década de 1763, Viamão vivia uma situação de convulsionamento social: os açorianos, abandonados das promessas de terras pela Coroa, se acomodavam na beira do Guaíba; os guaranis viviam enfrentamentos regulares com os estancieiros; a freguesia procurava acomodar o grande contingente de refugiados de Rio Grande. A tudo isso, soma-se uma epidemia de varíola, cujo pico aconteceu em 1769, causando uma grande mortalidade na região.

### Separação de Porto Alegre e transferência da capital
Em 1772, o bispo do Rio de Janeiro aprova a criação da freguesia de Porto dos Casais (atual Porto Alegre) e, no ano seguinte, 1773, o governador José Marcelino de Figueiredo ordena a transferência da capital para a nova freguesia. A importância estratégica do Porto dos Casais estava em que facilitava tanto a proteção do domínio - então ameaçado - português na própria região, quanto à preparação de uma possível retomada de Rio Grande. Além disso, era por esse porto que saíam todas as mercadorias, dali para Rio Grande e de Rio Grande para o resto do Brasil. Esse período viu então a decadência política e econômica de Viamão, além de uma crescente ruralização do município.

### Período Republicano
Em 1889, com o advento da república e a dissolução das câmaras municipais como sede do poder executivo local (municipal), é eleito seu primeiro prefeito, o tenente-coronel Tristão José de Fraga, que anteriormente já era o presidente da câmara municipal já mencionada. Seu segundo prefeito será o coronel Felisberto Luiz de Barcellos.
Em 1895, foram criados os distritos de Lombas, Estiva e Itapuan, anexados a Viamão. Nas décadas seguintes, a grande extensão territorial do município levou a diversas redivisões dos distritos. Em 1955, a divisão era em quatro distritos: Viamão (sede), Itapuã, Passo do Sabão e Passo do Feijó. Em 1962, quatro distritos foram adicionados: Águas Claras, Capão da Porteira, Espigão e Passo da Areia. Dois anos depois, em 1965, o Passo do Feijó se desmembra, tornando-se o município de Alvorada. Por fim, em 1991, é criado o distrito de Viamópolis, permanecendo assim a divisão em oito distritos que é válida até hoje.

## Geografia

O icônico morro com 150m de altitude deu origem ao nome do bairro onde fica localizado, Morro Grande, junto com o Distrito de Águas Claras, com uma estimativa populacional de 24 mil habitantes.

Viamão está a 25 quilômetros de Porto Alegre. A altitude no Centro é de 111 metros. O perímetro é de 227 quilômetros, sendo 110 quilômetros de margem para o lago Guaíba e para a lagoa do Casamento. Tem um clima subtropical, com verões quentes e invernos frios, com chuvas bem distribuídas ao longo dos meses do ano. As temperaturas podem chegar a 40 °C e 0 °C. O relevo tem morros em parte do município e planícies ao norte e ao sul.

### Hidrografia
É um município que conta com as águas do lago Guaíba e da laguna dos Patos, o que faz com que possua inclusive praias no distrito de Itapuã.
Conta também com a represa Lomba do Sabão, uma das nascentes do arroio Dilúvio (um dos limites naturais entre Viamão e a capital, Porto Alegre) e o arroio Fiuza.

## Demografia
A população do município conta com pouco mais de 250 mil habitantes, com cerca de 52% de população feminina. Esta população está concentrada em alguns núcleos de povoamento (especialmente no centro e nos distritos de Viamópolis e Santa Isabel). Sua densidade populacional de 171,3 habitantes por quilômetro quadrado, é anomalamente baixa para um município de região metropolitana, sendo mais de 17 vezes menor que a densidade da capital, Porto Alegre.

### Comunidades tradicionais
Em adição aos núcleos urbanos e rurais, o território de Viamão inclui três terras indígenas guarani:
- Tekoa Jataí'ty, no Cantagalo/Passo da Areia;
- Tekoa Pindó Mirim, próxima ao Parque Estadual de Itapuã;
- Tekoa Nhundy, na Estiva/Águas Claras.

Além dísso, o município abriga também dois territórios quilombolas:
- Quilombo Cantão das Lombas, na região de Lombas/Águas Claras[20];
- Quilombo Peixoto dos Botinhas, na região de Três Passos/Capão da Porteira.

## Governo e política
Ver Lista de prefeitos de Viamão

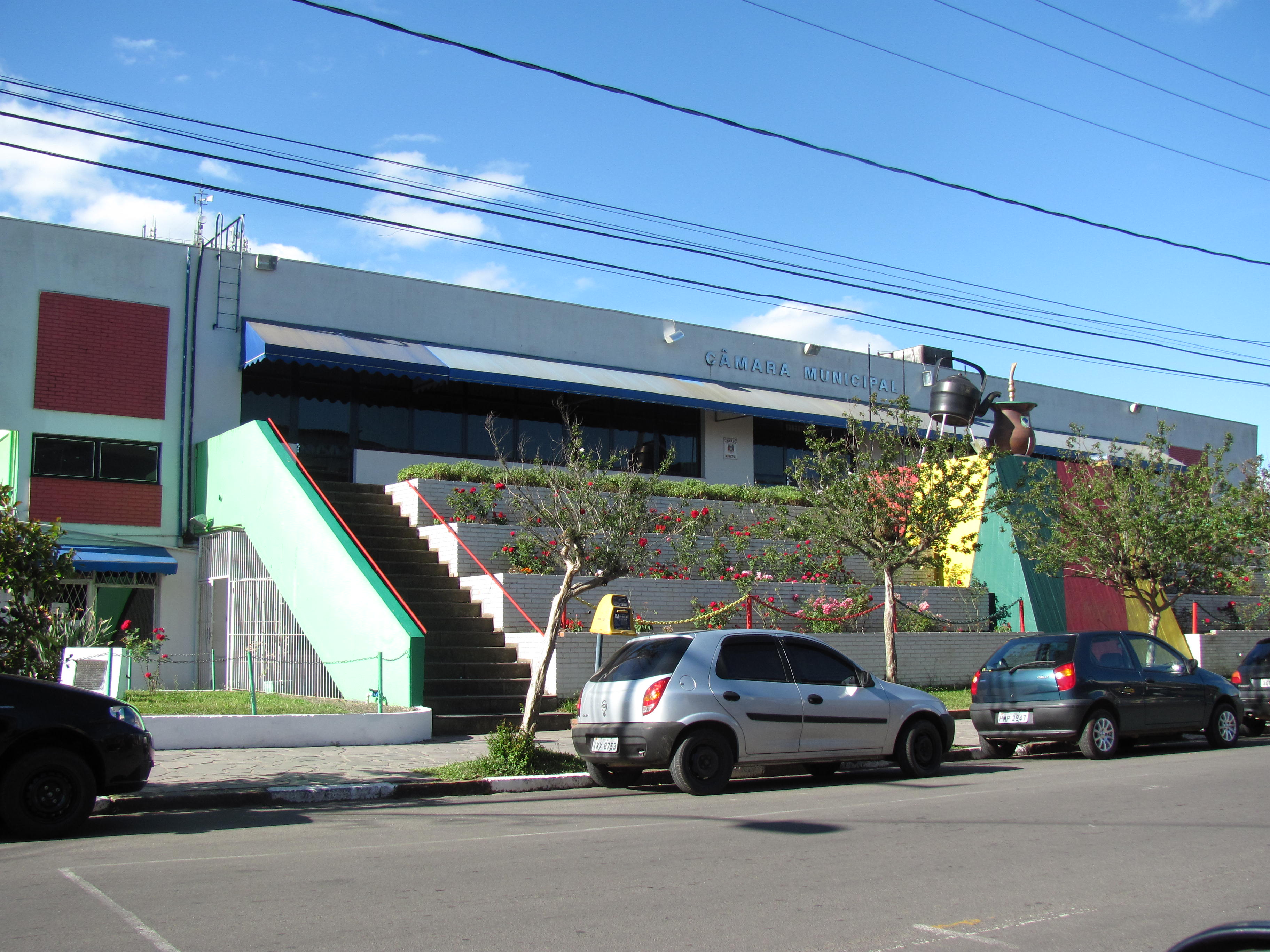
Câmara Municipal de Viamão, sede do poder legislativo.

A administração municipal se dá através dos poderes executivo e legislativo. O poder executivo é representado pelo prefeito, secretários municipais e outros órgãos da administração pública direta e indireta. O prefeito atual de Viamão, empossado em 1° de janeiro de 2025, é Rafael Bortoletti, do PSDB, eleito nas eleições municipais de 2024 com 49.914 (48,49%) votos, vencendo o segundo colocado, Guto Lopes do PDT. O legislativo é representado pela Câmara Municipal, composta por 21 vereadores. Tanto a Prefeitura quanto a Câmara dos Vereadores localizam-se no centro do município, na Praça Julio de Castilho.

## Ecologia
A gestão ambiental no município é feita pela Secretaria Municipal de Meio Ambiente, criada no final de 2013 pela Lei municipal 4.192, ficando a cargo de planejar, implementar, executar e controlar a política ambiental do município. Atualmente o município está fazendo audiências públicas para a construção dos planos municipais de saneamento básico e resíduos sólidos. Porém o desrespeito ao meio ambiente ainda é recorrente.
Há no município vários locais de interesse ecológico como o Parque Estadual de Itapuã, APA do Banhado Grande, Refúgio da Vida Silvestre Banhado dos Pachecos, Parque Municipal Saint-Hilaire e as Reservas Particulares de Patrimônio Natural.

Dentre esses locais, destaca-se o Parque Saint-Hilaire, com mananciais de água não poluída e exuberante vida selvagem, não obstante a proximidade de grande região urbanizada. O parque, com a pressão populacional da área nas últimas décadas, vem sendo ameaçado na sua integridade. Seu nome homenageia o famoso viajante e pesquisador Auguste de Saint-Hilaire, que passou pelo Rio Grande do Sul no século XIX, descrevendo aspectos naturais e costumes regionais. É-lhe atribuída a seguinte frase, referindo-se ao clima: "Neste Estado não há viventes, só há sobreviventes.". O parque é administrado pela prefeitura de Porto Alegre, que possui 11% do território do parque.